# Boniface VII
Pour les articles homonymes, voir Boniface.
Boniface VII est un antipape romain en juin et juillet 974 puis à nouveau entre août 984 et juillet 985.

## Biographie
Romain et fils de Ferrucius, il se nomme Francon. il est cardinal-diacre en 972 et à la mort de Jean XIII, il semble avoir été le favori de la famille Crescenzi pour accéder au trône de Saint Pierre. Cependant, le parti impérial choisi Benoît VI. C'est un homme dont la faiblesse va être démontrée après la mort d'Otton Ier, empereur du Saint-Empire, en 973. En juin 974, un an après la mort de l'empereur Otton Ier, Crescentius, fils de Théodora et frère de Jean XIII, provoque à Rome une insurrection au cours de laquelle les Romains enfermèrent brutalement Benoît VI dans le château Saint-Ange et lui donnent comme successeur le cardinal-diacre Francon, qui prend le nom de Boniface VII.
Francon est donc élu irrégulièrement en 974, du vivant de Benoît VI et de Jean XIV, ses compétiteurs. Un peu plus d'un mois plus tard, le représentant impérial, le comte Sicco intervient dans les affaires vaticanes pour restaurer la légalité. Conscient que ce dernier est certain de remettre au pouvoir Benoît VI, Boniface fait étrangler ce dernier. L'horreur du meurtre tourne la population contre lui, et bientôt il doit se réfugier au château Saint-Ange. Sicco prend possession de la ville et de la forteresse. Boniface, incapable de s'y maintenir, s'enfuit à Constantinople avec les trésors de la Basilique du Vatican.
Pendant ce temps, Benoît VII (974–983) est élu pape en octobre avec l'approbation de Sicco et, apparemment, des Crescenzi. L'une de ses premières mesures a été de tenir un synode au cours duquel Boniface a été excommunié.
Otton II, empereur du Saint-Empire, meurt le 7 décembre 983 et Francon, après un exil de neuf années, profitant de la confusion et de l'impopularité de Jean XIV, Boniface VII, fait un second retour réussi avec le soutien de Crescentius. Il se rend maître de Jean XIV (avril 984) et le jette dans les cachots de Saint-Ange, où le malheureux meurt quatre mois plus tard.
Cependant, Boniface VII meurt soudainement. La conjecture qu'il a été assassinée, victime d'une conspiration du palais, est plausible mais n'est pas étayée par les sources. Son corps est exposé aux insultes du peuple, traîné dans les rues de la ville et finalement, nu et couvert de blessures, jeté aux pieds de la statue de Marc-Aurèle, qui se dressait à cette époque dans le palais du Latran. Le matin suivant des prêtres pris de pitié enlèvent le corps et lui donnent une sépulture chrétienne.
Le fait que son pontificat ait duré onze mois sans intervention impériale est la preuve non seulement de la faiblesse du gouvernement, mais du soutien qu'il devait avoir, malgré l'opposition du peuple. Dans le discours populaire, son nom a été tordu de « Bonifatius » à « Malefatius ».